# モントフェルラント

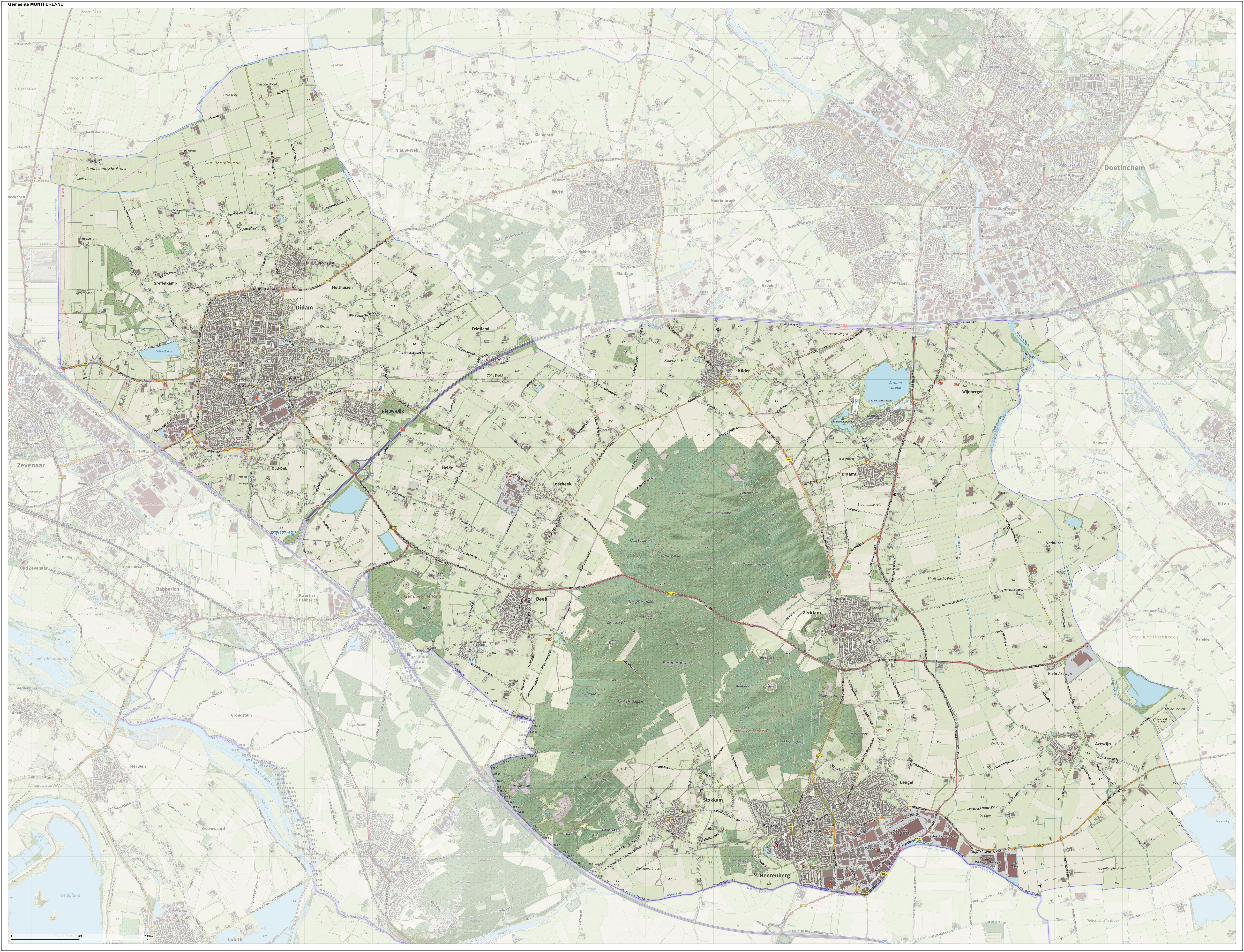
モントフェルランドの地形図、2015年6月

モントフェルラント（オランダ語: Montferland [ˈmɔntfərlɑnt] ( 音声ファイル)）とは、オランダヘルダーラント州にある基礎自治体（ヘメーンテ）である。

## 概要
2005年1月1日にベルとディダムの合併によって新たに誕生した。

## 地区
旧ベル:
- 's-Heerenberg
- Stokkum
- Zeddam
- Braamt
- Kilder
- Lengel
- Loerbeek
- Beek
- Azewijn
- Vethuizen
- Wijnbergen

旧ディダム:
- Didam
- Greffelkamp
- Holthuizen
- Loil
- Nieuw-Dijk
- Oud-Dijk

## ギャラリー

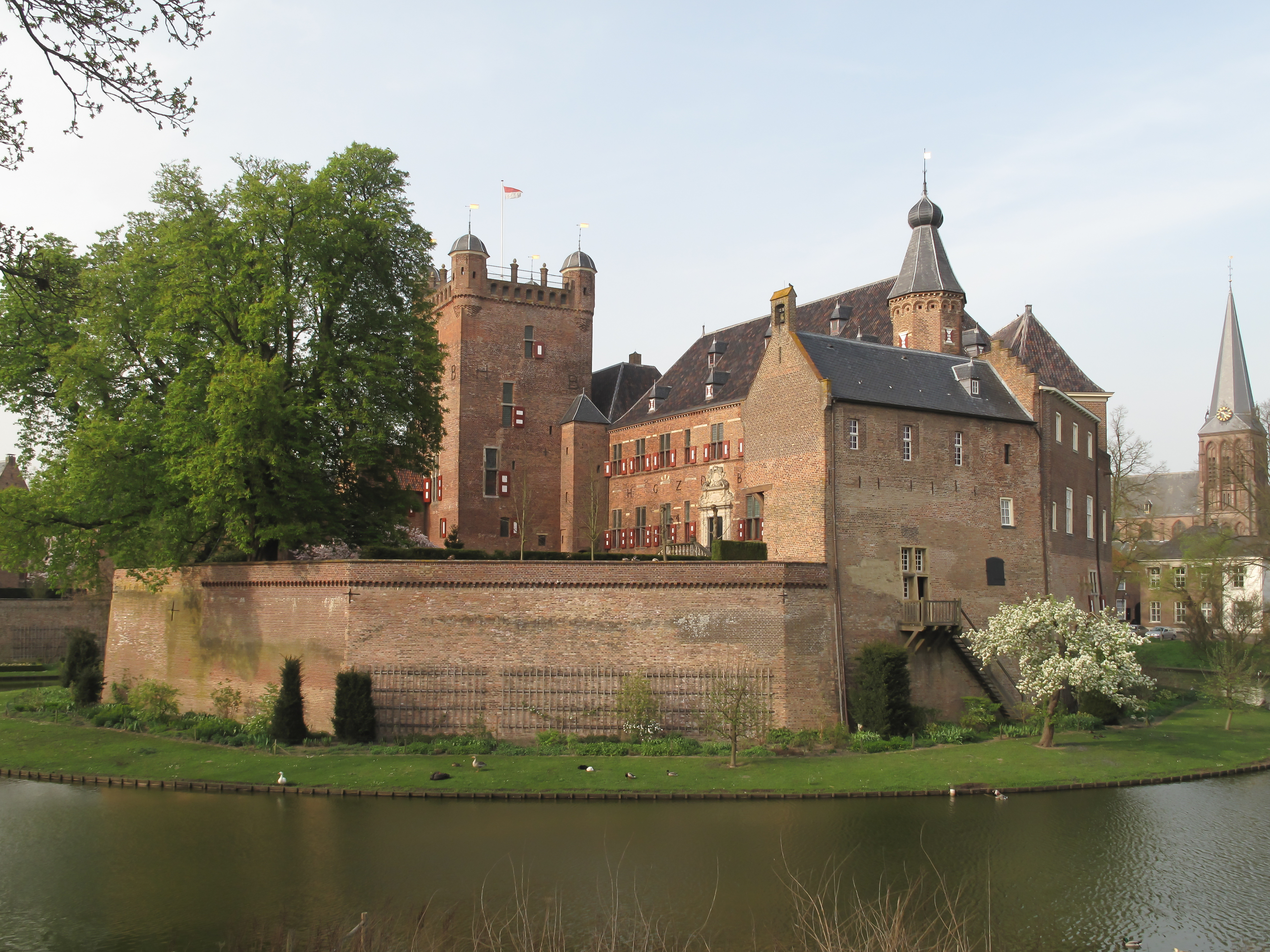
ズ・ヘーレンベルクの城: huize Bergh
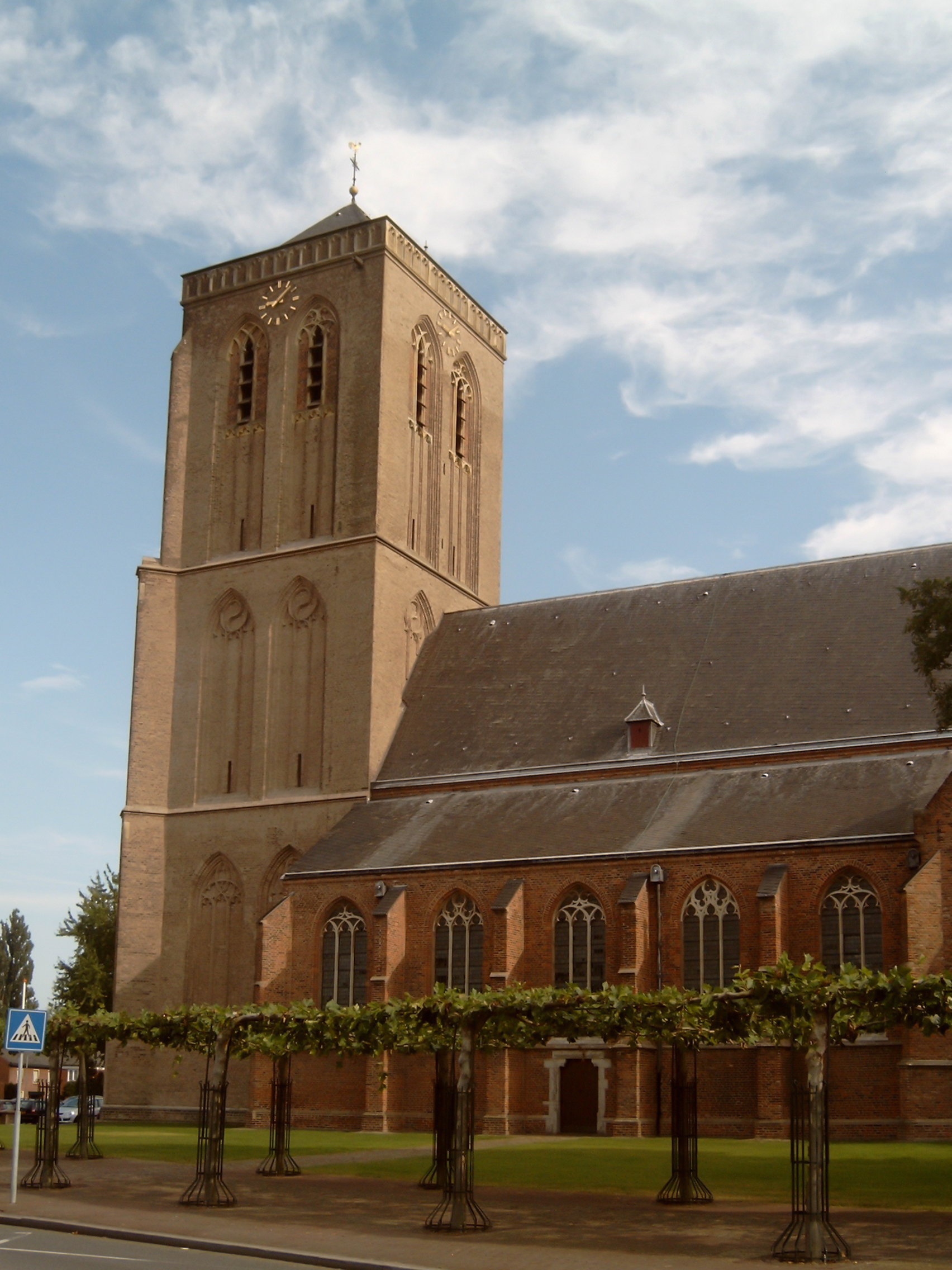
ディダムの教会
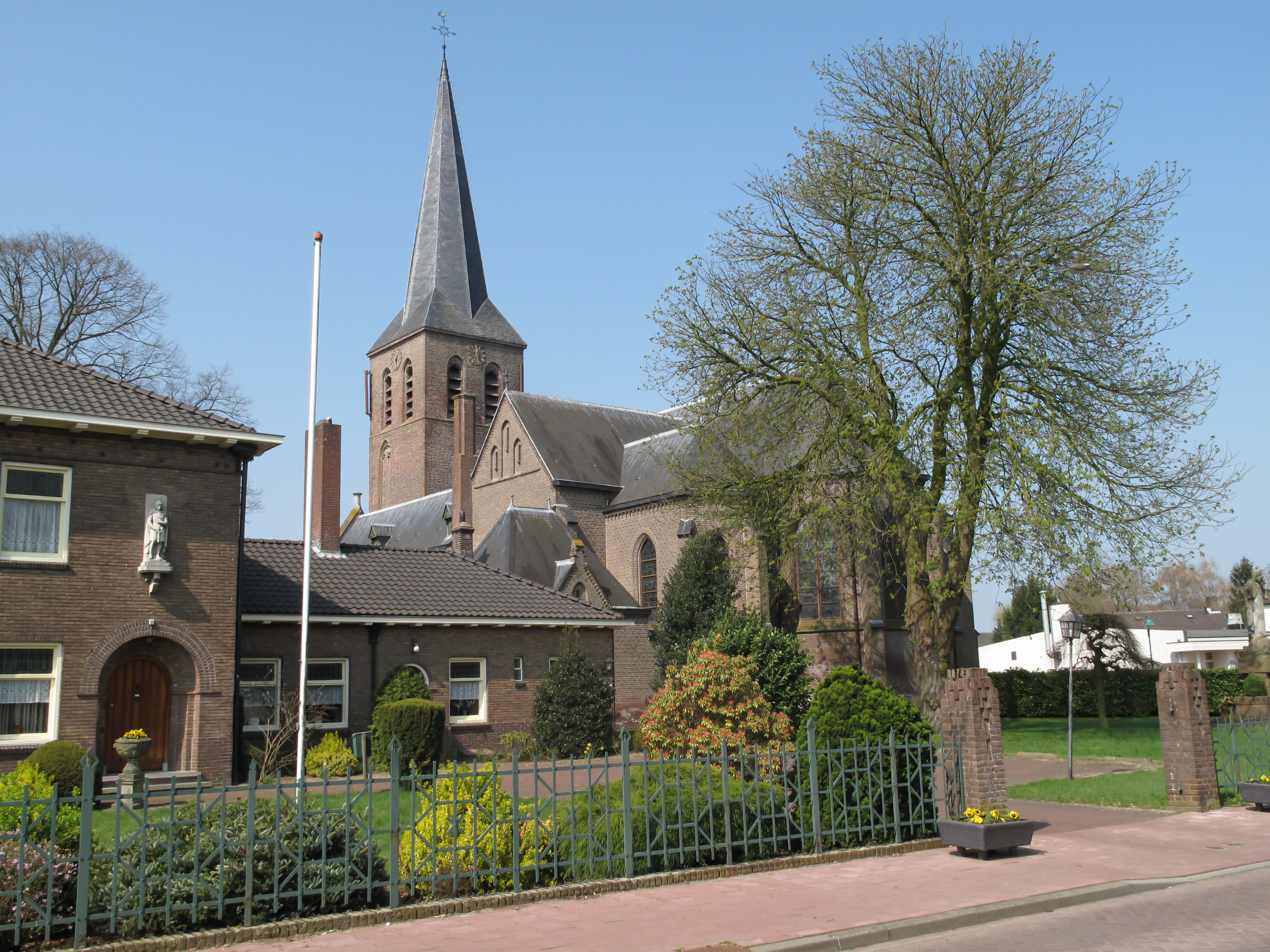
ベークの教会: Sint Martinuskerk
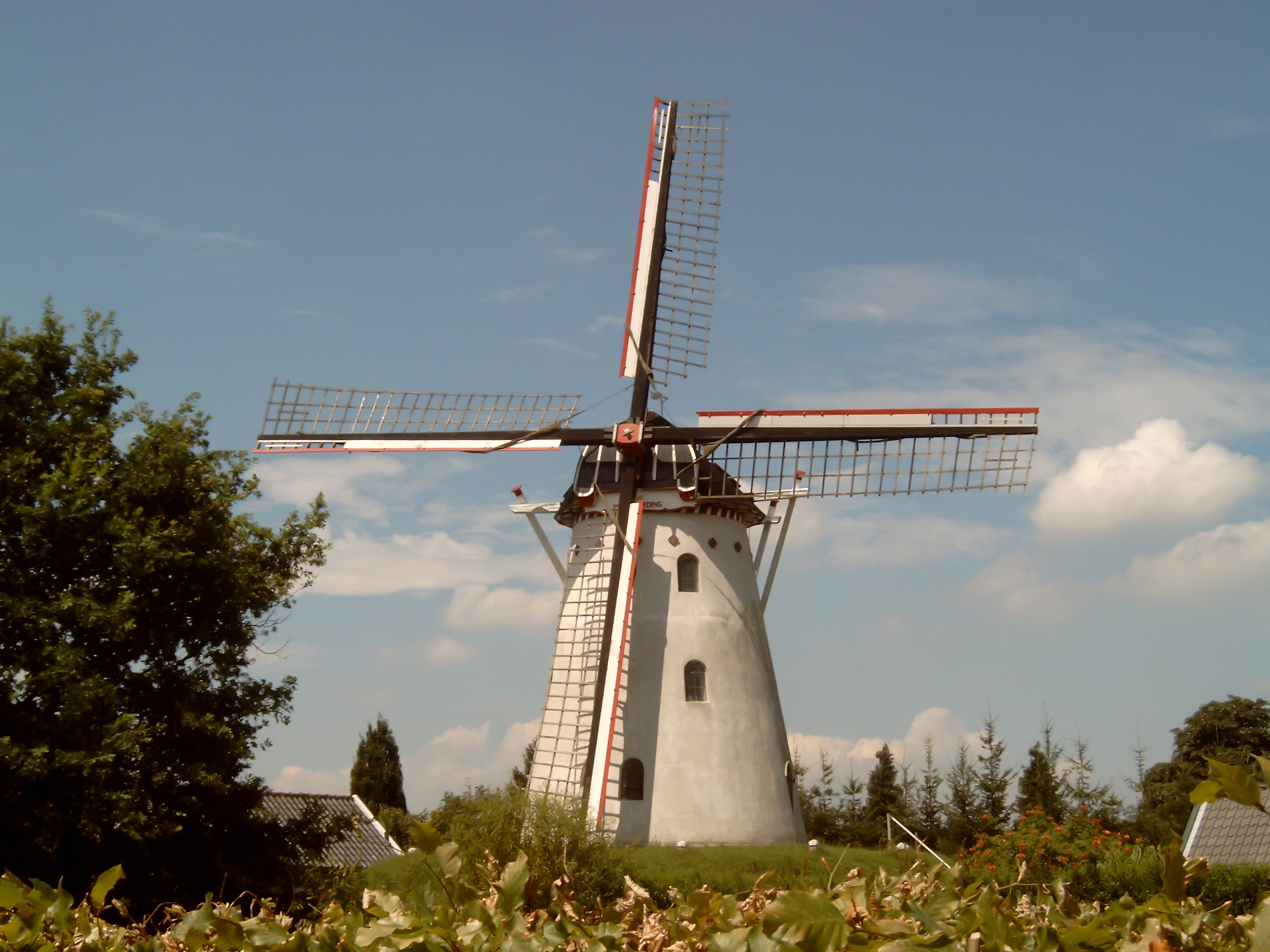
ゼッダムの風車
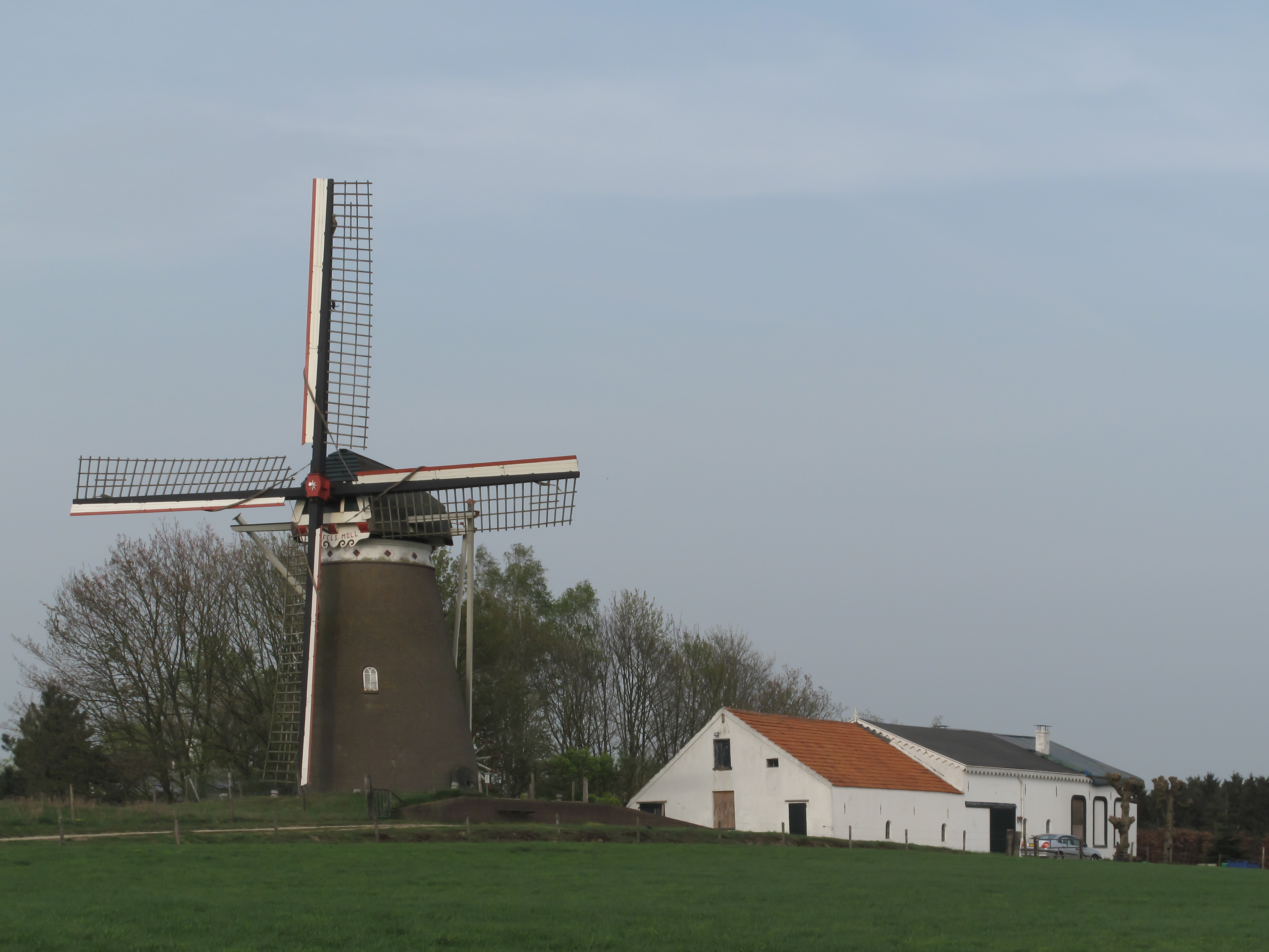
ストックムの風車: Düffels Möl
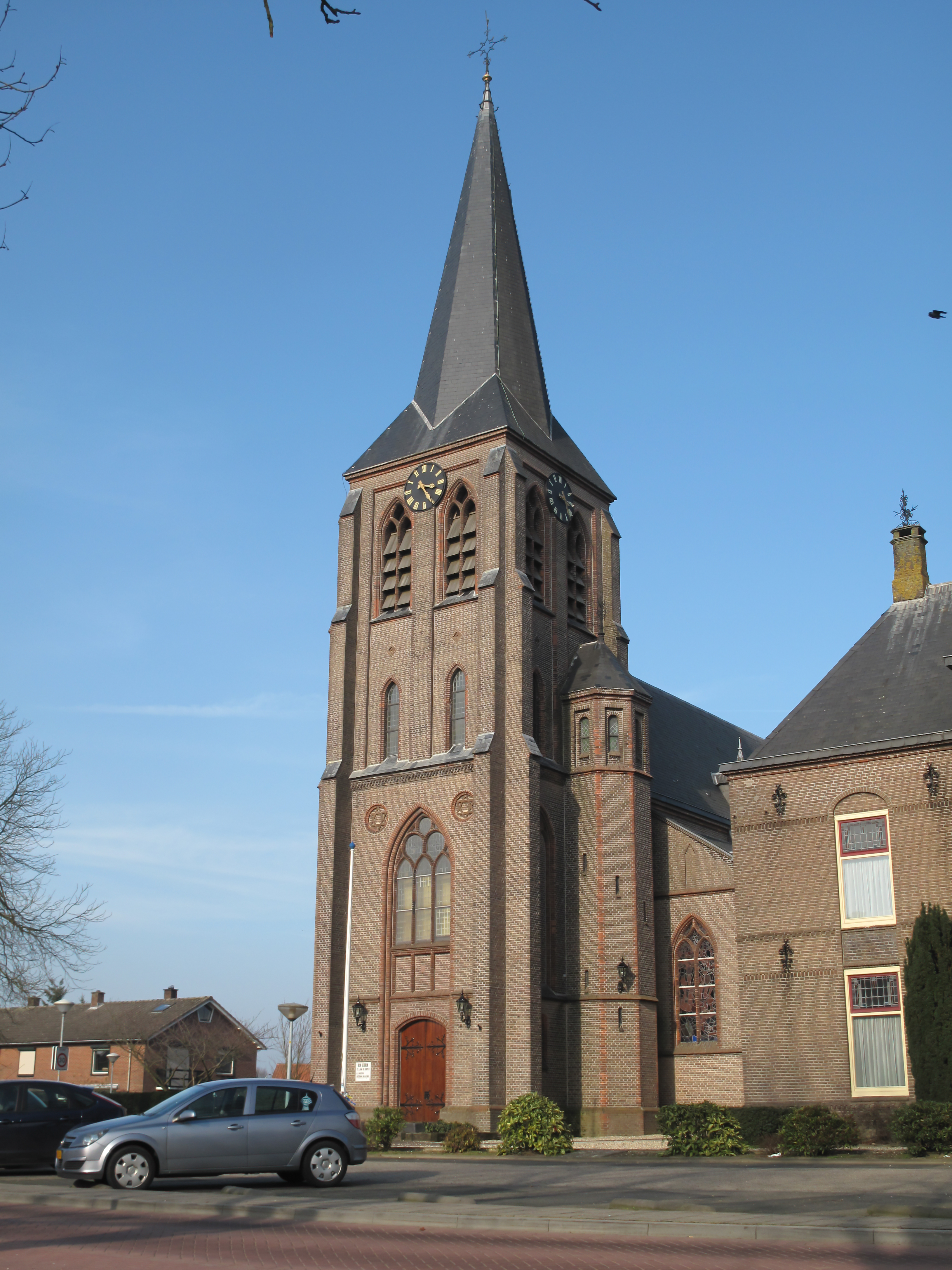
キルデルの教会